# Telgate
Telgate é uma comuna italiana da região da Lombardia, província de Bérgamo, com cerca de 4.188 habitantes. Estende-se por uma área de 8 km², tendo uma densidade populacional de 524 hab/km². Faz fronteira com Bolgare, Chiuduno, Grumello del Monte, Palazzolo sull'Oglio (BS), Palosco.

## Demografia
| Variação demográfica do município entre 1861 e 2011                               |
|                                                                                   |
| Fonte: Istituto Nazionale di Statistica (ISTAT) - Elaboração gráfica da Wikipedia |